# Sarah Shook
Sarah Shook es una cantautora estadounidense que nació en Rochester, Nueva York, que reside en el condado de Chatham, Carolina del Norte, y que tiene un estilo country alternativo con matices de punk, country, rock, twang y outlaw.

## Historia
Nació y creció en una familia cristiana fundamentalista donde estaba prohibida la música que no fuera clásica o religiosa.A los 20 años se fue de casa, se casó y se quedó embarazada, divorciándose un año después. Vivió con su hijo en una caravana en medio de un bosque de Carolina del Norte, donde aprendió a tocar la guitarra y compaginó sus inicios musicales con el trabajo de camarera en una sala de conciertos, redescubriendo su sexualidad poco tiempo después y convirtiéndose en activista LGTB.
Con el nombre de Sarah Shook and The Devil nació su primera banda en 2010, que se disolvió al poco de publicar su primer y único disco Seven en 2013. Junto a Eric Peterson volvió como Sarah Shook and the Dirty Hands, también de escaso recorrido, para formar después Sarah Shook and The Disarmers con John Baughman al bajo y Phil Sullivan al lap steel.
En 2015 se editó Sidelong, un disco que apenas obtuvo distribución pero que llamó la atención del sello de Chicago Bloodshot Recordsque lo reeditó en 2017, repitiendo con esa discográfica en el álbum Years de 2018,cuyo proceso de grabación quedó inmortalizado en el documental What it Takes: film on douze tableaux, de Gorman Bechard,estando formada la banda en esos momentos junto a Eric Peterson, Aaron Oliva y Phil Sullivan.
En 2021 se hace llamar también River Shook y se autodefine persona del género no binario, queer y activista en la comunidad LGBTQ+.Un año después se publica con el sello Thirty Tigers el disco Nightroamer, donde se analizan detenidamente las relaciones humanas.Ese mismo año inicia un nuevo proyecto musical paralelo llamado Mightmare, con la participación de Blake Tallent, Ass López y Ethan Standard en la publicación del álbum Cruel Liars.
Tras los problemas físicos de Eric Peterson en el brazo, The Disarmers se reformó totalmente como banda antes de la publicación del álbum Revelations en 2024, con la inclusión de Blake Tallent en la guitarra, Jack Foster en la batería, Mason Thomas en el bajo y Evan Phillips en el pedal steel.

## Discografía
Sarah Shook and The Devil
- 2013: Seven (EP autoeditado, reeditado con Bloodshot Records en 2020)

Sarah Shook and The Disarmers
- 2015: Sidelong (autoeditado, reeditado con Bloodshot Records en 2017)
- 2018: Years (Bloodshot Records)
- 2022: Nightroamer (Thirty Tigers)
- 2024: Revelations (Abeyance Records)

Mightmare
- 2022: Cruel Liars (Kill Rock Stars)